# Municipio de Nicodemus
El municipio de Nicodemus (en inglés: Nicodemus Township) es un municipio ubicado en el condado de Graham en el estado estadounidense de Kansas. En el año 2010 tenía una población de 59 habitantes y una densidad poblacional de 0,7 personas por km².

## Geografía
El municipio de Nicodemus se encuentra ubicado en las coordenadas 39°23′55″N 99°39′52″O / 39.39861, -99.66444. Según la Oficina del Censo de los Estados Unidos, el municipio tiene una superficie total de 83.93 km², de la cual 83,93 km² corresponden a tierra firme y (0 %) 0 km² es agua.

## Demografía
Según el censo de 2010, había 59 personas residiendo en el municipio de Nicodemus. La densidad de población era de 0,7 hab./km². De los 59 habitantes, el municipio de Nicodemus estaba compuesto por el 47,46 % blancos, el 40,68 % eran afroamericanos, el 1,69 % eran de otras razas y el 10,17 % eran de una mezcla de razas. Del total de la población el 5,08 % eran hispanos o latinos de cualquier raza.